# Luis Horna
Luis Horna (* 14. září 1980 v Limě, Peru) je současný peruánský profesionální tenista.
Ve své dosavadní kariéře vyhrál 2 turnaje ATP ve dvouhře a 6 turnajů ve čtyřhře.

## Finálové účasti na turnajích ATP (14)

### Dvouhra - výhry (2)
| Č. | Datum          | Turnaj              | Povrch | Soupeř ve finále   | Výsledek  |
| 1. | 5. březen 2006 | Acapulco, Mexiko    | antuka | Juan Ignacio Chela | 7-65, 6-4 |
| 2. | 4. únor 2007   | Viña del Mar, Chile | antuka | Nicolás Massú      | 7-5, 6-3  |

### Dvouhra - prohry (1)
| Č. | Datum          | Turnaj           | Povrch | Soupeř ve finále | Výsledek |
| 1. | 29. srpen 2004 | Long Island, USA | tvrdý  | Lleyton Hewitt   | 6-3, 6-1 |

### Čtyřhra - výhry (6)
| Č. | Datum             | Turnaj                  | Povrch | Partner         | Soupeři ve finále                    | Výsledek        |
| 1. | 24. červenec 2005 | Amersfoort, Nizozemsko  | antuka | Martín García   | Fernando González Nicolás Massú      | 6-4, 6-4        |
| 2. | 1. říjen 2006     | Palermo, Itálie         | antuka | Martín García   | Mariusz Fyrstenberg Marcin Matkowski | 7-61, 7-62      |
| 3. | 29. červenec 2007 | Kitzbühel, Rakousko     | antuka | Potito Starace  | Tomas Behrend Christopher Kas        | 7-64, 7-65      |
| 4. | 12. leden 2008    | Auckland, Nový Zéland   | tvrdý  | Juan Mónaco     | Xavier Malisse Jürgen Melzer         | 6-4, 3-6, 10-7  |
| 5. | 24. únor 2008     | Buenos Aires, Argentina | antuka | Agustin Calleri | Werner Eschauer Peter Luczak         | 6-0, 6-76, 10-2 |
| 6. | 7. červen 2008    | Paříž, Francie          | antuka | Pablo Cuevas    | Daniel Nestor Nenad Zimonjić         | 6-2, 6-3        |

### Čtyřhra - prohry (5)
| Č. | Datum             | Turnaj                 | Povrch | Partner         | Soupeři ve finále                    | Výsledek         |
| 1. | 18. červenec 2004 | Amersfoort, Nizozemsko | antuka | José Acasuso    | Jaroslav Levinský David Škoch        | 6-0, 2-6, 7-5    |
| 2. | 10. duben 2005    | Casablanca, Maroko     | antuka | Martín García   | František Čermák Leoš Friedl         | 6-4, 6-3         |
| 3. | 24. duben 2005    | Houston, USA           | antuka | Martín García   | Mark Knowles Daniel Nestor           | 6-3, 6-4         |
| 4. | 17. září 2006     | Bukurešť, Rumunsko     | antuka | Martín García   | Mariusz Fyrstenberg Marcin Matkowski | 6-75, 7-65, 10-8 |
| 5. | 2. březen 2008    | Acapulco, Mexiko       | antuka | Agustín Calleri | Oliver Marach Michal Mertiňák        | 6-2, 6-73, 10-7  |